# Campodorus agarcin
Campodorus agarcin là một loài tò vò trong họ Ichneumonidae.